# Nodophthalmidiinae
Nodophthalmidiinae es una subfamilia de foraminíferos bentónicos de la familia Nubeculariidae, de la superfamilia Cornuspiroidea, del suborden Miliolina y del Orden Miliolida. Su rango cronoestratigráfico abarca desde el Anisiense (Triásico medio) hasta la Actualidad.

## Clasificación
Nodophthalmidiinae incluye a los siguientes géneros:
- Gheorghianina †
- Nodophthalmidium
- Stellarticulina †

Otros géneros considerados en Nodophthalmidiinae son:
- Foraminella, considerado subgénero de Nodophthalmidium, Nodophthalmidium (Foraminella)
- Sarmatiella, aceptado como Nodophthalmidium